# Matam (région)
Pour les articles homonymes, voir Matam.

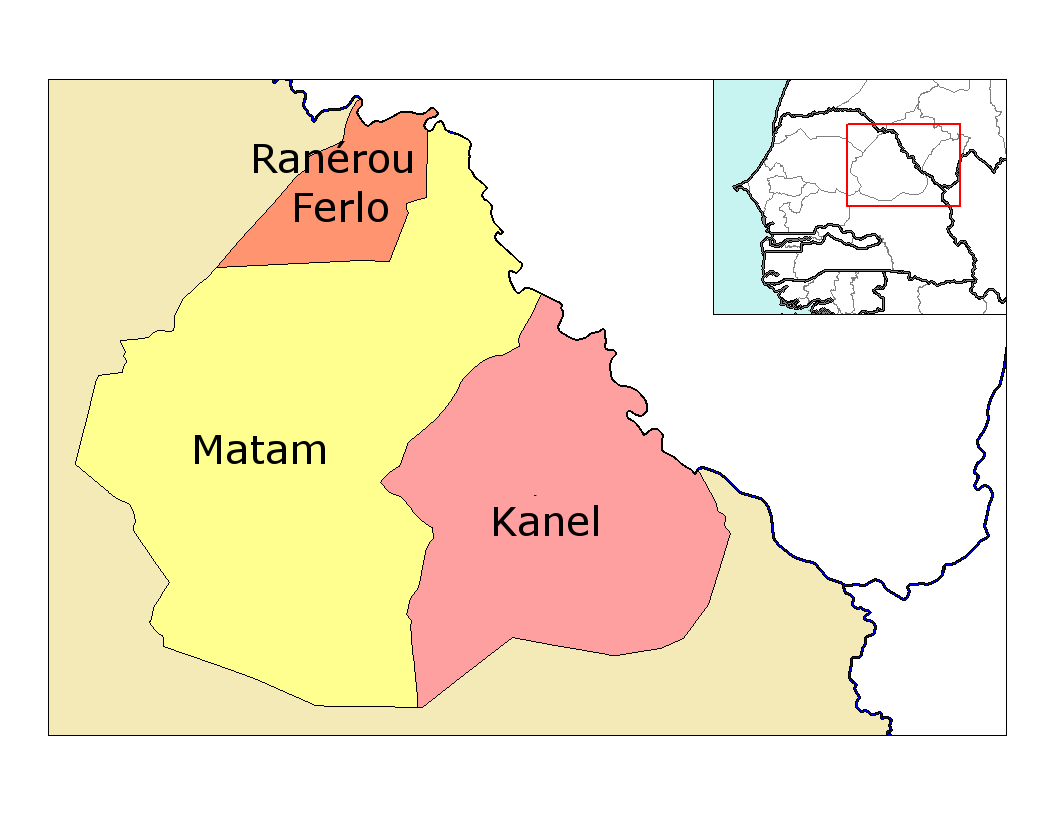
Carte des départements en 2007

La Région de Matam est l'une des 14 régions administratives du Sénégal. 
Le chef-lieu régional est la ville de Matam.

## Situation
Elle est située au nord-est du pays et est bordée par la région de Saint-Louis au Nord, la région de Louga à l'Ouest, la région de Kaffrine au sud-Ouest et la région de Tambacounda au Sud. A l'Est, elle est frontalière avec la Mauritanie.
| Saint-Louis | Gorgol          |             |
| Louga       | région de Matam | Guidimakha  |
| Kaffrine    | Tambacounda     | Tambacounda |

## Histoire
Créée le 15 février 2002, cette région est l'une des plus récentes au Sénégal.
Elle fait l'objet de plusieurs projets de désenclavement, par voie d'eau, train ou route avec la « finition de la route Linguère-Matam, la réhabilitation de celle de Saint-Louis-Bakel, ainsi que les trois ponts de Ourossogui-Matam ». Il s'agit notamment de pouvoir mieux valoriser le gisement de phosphates de Ndendory (à Matam), à environ 750 km de Dakar et les produits de l'usine de granulation de phosphates qui l'exploite (« 9 km2, le gisement est estimé à 40,5 millions de tonnes, délimité par Ndendory, Hamady Hounaré, Wendou Bossayabé, Waly Diala et Polel Walabé ») avec la Société d'études et de réalisation des phosphates de Matam (SERPM).
Les régions de Saint-Louis, de Louga, de Matam, de Tambacounda et de Kaffrine ont créé une « Entente interrégionale » pour une gestion concertée de la « zone sylvopastorale » par « la formulation et la mise en œuvre d’un programme intégré de développement durable », intégrant une gestion restauratoire des écosystèmes.

## Organisation territoriale
Le ressort territorial actuel, ainsi que le chef-lieu des régions, départements et arrondissements sont ceux fixés par un décret du 10 septembre 2008 qui abroge toutes les dispositions antérieures contraires.

### Conseil régional
Le Conseil régional est actuellement présidé par Abdoulaye Dramé qui succède à Adama Sall et à Sada Ndiaye.

### Départements
La région est composée de 3 départements :
- Département de Kanel
- Département de Matam
- Département de Ranérou-Ferlo

### Arrondissements
La région comprend 5 arrondissements :
- Arrondissement de Orkadiere
- Arrondissement de Wouro Sidy, créé en 2008
- Arrondissement de Agnam Civol comprend les villages suivants:
  - Agnam-Goly
  - Agnam Civol
  - Agnam Godo
  - Agnam Balanabe
  - Agnam Lidoubé
  - Ouro Molo
  - Agnam Thiodaye
  - Agnam Toulel Thiallé
  - Agnam Yéroyabé
  - Kangal
  - Mbellabélé
  - Mberlaberlé
  - Ndiaffane Belthindy
  - Ndiaffane Sorokoum
  - Sinthiou Boumacka
  - Sinthiou Cire Matou
  - Walo Sylla Worgo
- Arrondissement de Ogo
- Arrondissement de Vélingara

### Communes
Les localités ayant le statut de commune sont :
- Nabadji Civol (2014)

- Kanel
- Semmé
- Waounde
- Dembakané (2008)
- Hamady Hounaré (2008)
- Sinthiou Bamambé-Banadji (2008)
- Matam
- Ourossogui
- Thilogne
- Ranérou
- Nguidjilone (2010)[7]
- Odobéré (2011)[8]
- Bokidiawé (2014)

## Coopération décentralisée
- Avec des collectivités françaises ; un accord de coopération a été signé avec la Région Nord-Pas-de-Calais (France) en avril 2009, avec la Région Rhône-Alpes[9] et avec le Conseil général des Yvelines (pour 3 ans, à partir de 2009[9])